# Анрі Беллок
Анрі Беллок (фр. Henri Bellocq, 16 грудня 1884, Бордо — 5 вересня 1959, Париж) — французький футболіст, що грав на позиції півзахисника, зокрема за національну збірну Франції.

## Клубна кар'єра
У дорослому футболі дебютував 1908 року виступами за команду «Етуаль-де-Де-Ляк», кольори якої захищав протягом наступних п'яти років. 

## Виступи за збірну
1908 року дебютував в офіційних матчах у складі національної збірної Франції. Загалом протягом чотирирічної кар'єри в національній команді провів у її формі 6 матчів, забивши 1 гол.
Помер 5 вересня 1959 року на 75-му році життя в Парижі.
| Дата       | Місто        | Господарі | Результат | Гості    | Турнір           | Голи | Примітки |
| ---------- | ------------ | --------- | --------- | -------- | ---------------- | ---- | -------- |
| 09/05/1909 | Брюссель     | Бельгія   | 5 – 2     | Франція  | товариський матч | -    |          |
| 22/05/1909 | Жантії       | Франція   | 0 – 11    | Англія   | товариський матч | -    |          |
| 03/04/1910 | Жантії       | Франція   | 0 – 4     | Бельгія  | товариський матч | -    |          |
| 16/04/1910 | Брайтон      | Англія    | 10 – 1    | Франція  | товариський матч | -    |          |
| 15/05/1910 | Мілан        | Італія    | 6 – 2     | Франція  | товариський матч | 1    |          |
| 01/01/1911 | Мезон-Альфор | Франція   | 0 – 3     | Угорщина | товариський матч | -    |          |
| Усього     |              | Матчів    | 6         |          | Голів            | 1    |          |